# Lindenberger Viadukt
Das denkmalgeschützte Lindenberger Viadukt (auch: Glienicker Viadukt oder Viadukt über den Glienicker Grund) ist eine rund 95 Meter lange, vierbogige Bahnbrücke der eingleisigen Nebenbahn Königs Wusterhausen–Grunow im Brandenburger Landkreis Oder-Spree.
Das steinerne Viadukt liegt westlich des Bahnhofs Lindenberg und überspannt die rund 25 Meter tiefe Schlucht von Glienicke im Tal des Blabbergrabens. Die Bogenbrücke wurde 1898 fertiggestellt, im Zweiten Weltkrieg zerstört und 1949 wiederaufgebaut. Im Jahr 2014 wurde das Bauwerk in die Liste der Baudenkmale aufgenommen. Zwischen Juli und November 2014 erfolgte eine umfassende Sanierung der Brücke.

## Lage und Naturraum
Das Viadukt liegt am Streckenkilometer 21,8 der Bahnstrecke Königs Wusterhausen–Grunow zwischen den Bahnhöfen Wendisch Rietz und Lindenberg, einem Ortsteil der Gemeinde Tauche. Es befindet sich südöstlich des Dorfkerns von Glienicke auf der Gemarkungsgrenze von Glienicke (Ortsteil von Rietz-Neuendorf) und Lindenberg, die vom Blabbergraben markiert wird. Der heute oft trockenliegende Bach bildet den Rest einer glazialen Nebenrinne im Südausläufer der Beeskower Platte. Er verbindet fünf langgezogene Seen und entwässert von Nord nach Süd in die Alte Spree zwischen Werder und Kossenblatt. Zwischen dem Herzberger See und dem Lindenberger See durchfließt der Graben die rund 100 Meter breite und 25 Meter tiefe Schlucht von Glienicke, die von dem Viadukt überbrückt wird.
Den Grabenbereich in der Talsohle bestimmen offene Wiesenflächen, während die Hänge beidseitig von einem schmalen Waldgürtel bestanden sind. Der Bach ist Teil des „Gewässerentwicklungskonzepts (GEK) Krumme Spree“ im Rahmen der EU-Wasserrahmenrichtlinie (WRRL). Baumaßnahmen wie die Sanierung des Viadukts im Jahr 2014 müssen somit die Ziele des Konzepts zur naturnahen Entwicklung von Fließgewässern berücksichtigen.

## Baugeschichte

### Bau 1896/98
Nach der Genehmigung der Bahnstrecke 1896 zogen sich die Planungen zur Querung der Glienicker Schlucht in die Länge. Abgewogen wurde zwischen einer Dammschüttung und einer Talbrücke. Die Entscheidung zugunsten des Viadukts fiel sehr wahrscheinlich, weil ein Erddamm – zumal auf moorigem Grund – zu dieser Zeit deutlich teurer gewesen sein soll. Wann der erste Spatenstich erfolgte, ist nicht bekannt. Der Brückenbau begann wie der Bau der Gesamtstrecke nicht vor März 1897. Spätestens im September 1898 war das Lindenberger Viadukt fertiggestellt und wurde am 20. September 1898 zusammen mit der Bahnstrecke eröffnet.

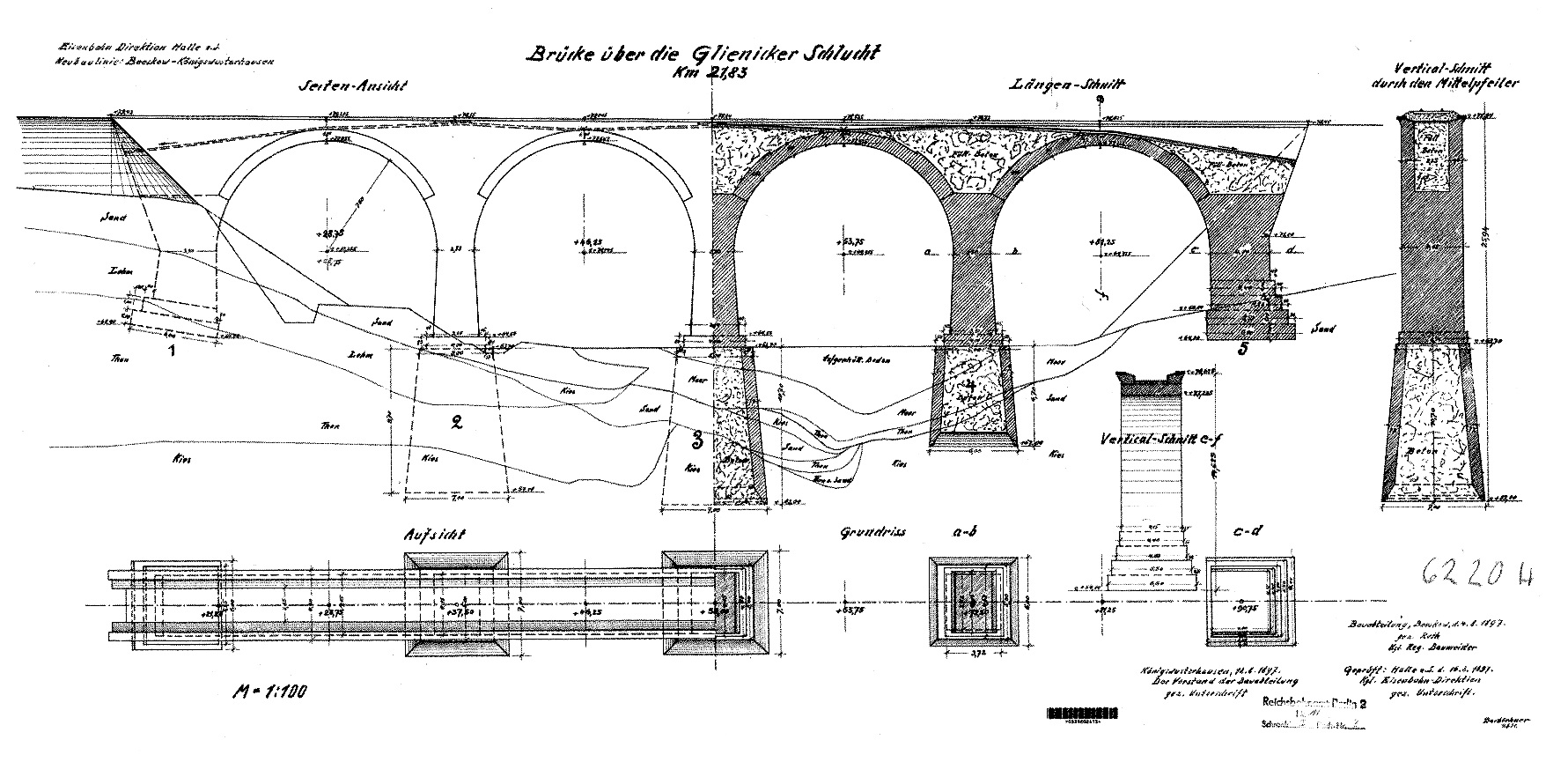
Architektonische Skizze der Eisenbahndirektion Halle von 1897

Die Achslast war so ausgelegt, dass in späteren Jahren Personenzug-Tenderlokomotiven wie die preußische T 12 passieren konnten. Zwischen zwei Widerlagern und drei Pfeilern spannten sich über eine Gesamtlänge von rund 95 Metern und in durchschnittlich 15 Metern Höhe vier etwa gleich große aufgemauerte Natursteinbögen. Dabei wurden die Hohlräume in den Pfeilern, die Zwickel der Bögen bis zur obenliegenden Fahrbahn und die Fundamentsockel mit Beton ausgefüllt. Der Mittelpfeiler maß bis zu seiner Fundamentsohle 26 Meter. Die Koordination der Bauarbeiten lag bei der Eisenbahndirektion Halle.
Belastet wurde die eingleisige Brücke anfangs mit sechs und ab 1899 mit vier Reisezugpaaren täglich; spätestens 1930 verkehrten hier acht Zugpaare. Im Güterverkehr dominierte der Transport landwirtschaftlicher Erzeugnisse und Geräte. Brückenprüfungen sind für 1936 und 1942 dokumentiert, die jeweils nur sehr unbedeutende Mängel ergaben.

### Zerstörung und Wiederaufbau 1949
Kurz vor dem Kriegsende 1945 wurden alle vier Brückenbögen – sehr wahrscheinlich von den Nationalsozialisten – in den Scheitelpunkten gesprengt. Dabei wurden auch die Widerlager und Pfeiler stark beschädigt. Nachdem anschließend der gesamte Verkehr auf der Strecke geruht hatte, wurde er im Sommer 1946 abschnittsweise wieder aufgenommen. Die Brücke blieb noch für knapp drei Jahre unpassierbar, sodass die Fahrgäste die Glienicker Schlucht in einem Fußmarsch queren mussten. An den Viaduktenden wurden provisorische Haltepunkte eingerichtet, die im Kursbuch als „Viadukt Lindenberg-West“ und „Viadukt Lindenberg-Ost“ bezeichnet wurden. Um den Anschlusszug auf der anderen Seite zu erreichen, standen für den Gang durch die Schlucht laut Fahrplan maximal 25 Minuten zur Verfügung. Kontrollorgane nutzten die Gelegenheit häufig, um bei den Fußgängern Hamsterware aufzuspüren.
Mitte Mai 1949 begann die Bauunternehmung Christian Zölker mit dem Wiederaufbau der Brücke. Bei der Aufbetonierung der Widerlager und Pfeiler wurde auf den ursprünglichen Naturstein verzichtet, stattdessen erfolgte eine Klinkerverkleidung. Die Betonschalung der Bögen wurde an vorübergehend aufgelegte Peiner Stahlträger geklammert, sodass sich nach dem Abbinden eine etwas breitere, abgedichtete Fahrbahn ergab. Die verstärkte Brücke war nunmehr für eine Achslast von 21 Tonnen ausgelegt, sodass Lokomotiven wie die BR 52 auf der Strecke (Streckenklasse CM4) eingesetzt werden konnten. Zwei schwere Güterzug-Lokomotiven bewältigten das Viadukt bei einer Probe-Belastungsfahrt problemlos. Am 2. Oktober 1949 wurde der durchgängige Verkehr zwischen Königs Wusterhausen und Grunow wiederaufgenommen.

### Sanierung 2014
Im Jahr 1996/97 verkehrten auf der Brücke täglich 18 Reisezugpaare im stündlichen Rhythmus. Inzwischen betreibt die seit 2004 zuständige Ostdeutsche Eisenbahn (ODEG) die Strecke ausschließlich mit leichteren Triebwagen. Dennoch ergaben sich zunehmend Bauschäden an der Brücke, die zwischen Juli und November 2014 behoben wurden. Während der umfassenden Sanierung hatte die ODEG zwischen Wendisch Rietz und Beeskow einen Schienenersatzverkehr eingerichtet.

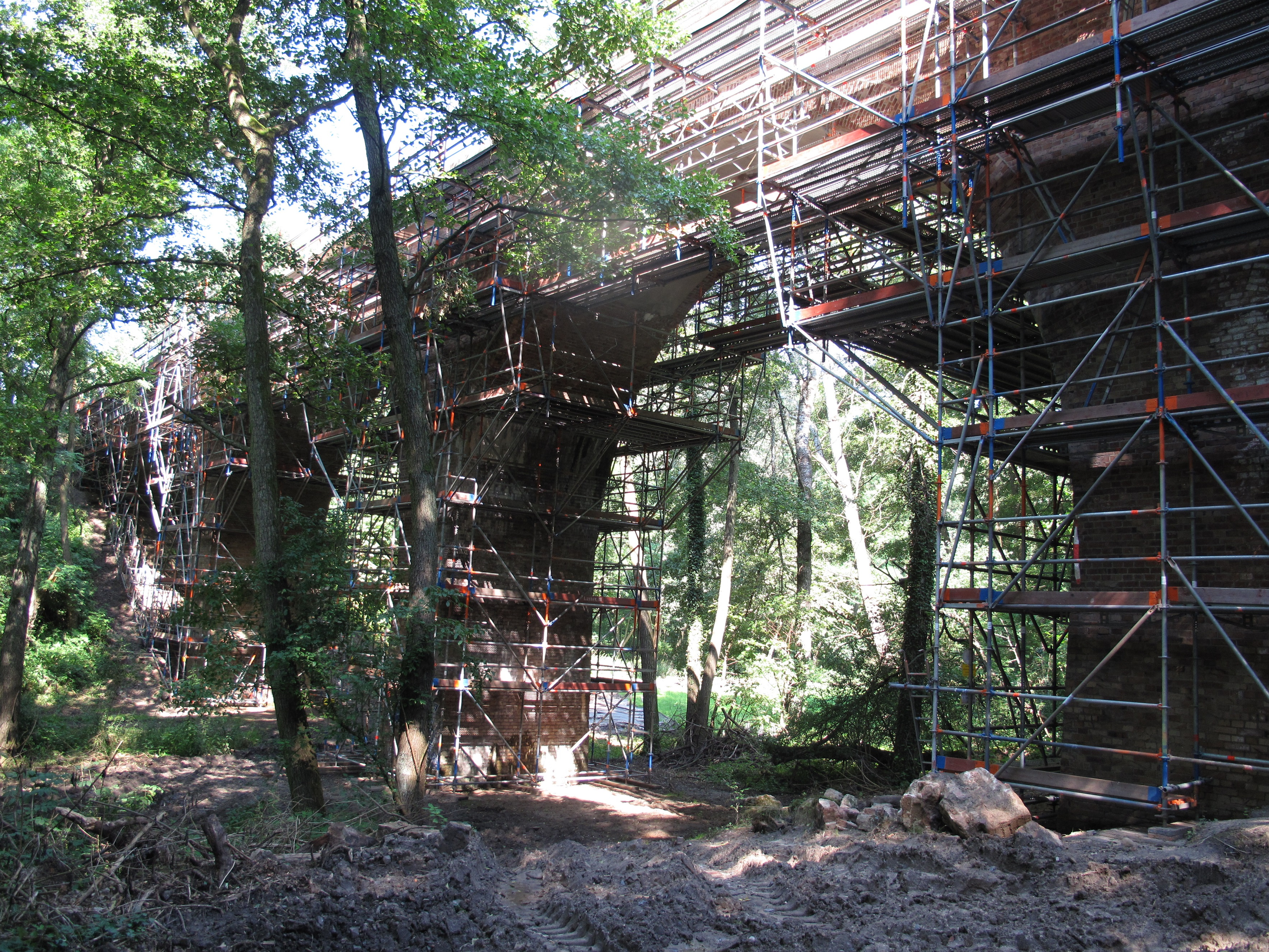
Sanierung im Juli 2014

Die Projektleitung lag bei der Deutsche Bahn Netz AG, die Ausführung besorgte
die Firma Königbau aus dem sächsischen Kesselsdorf. Für die Sanierung wurde das gesamte Viadukt eingerüstet. Nach Angabe des Projektleiters waren bei den Arbeiten Auflagen des Denkmal- und Naturschutzes zu berücksichtigen. Der alte Überbau mit einer Gesamtlänge von 81,40 Metern müsse auf einer Höhe von etwa 20 Metern schonend zurückgebaut werden, um das Haupttragwerk aus Ziegelmauerwerk nicht zu beschädigen. Schwellen und Schienen seien bereits rückgebaut, die alte Wanne des Gleisbettes ausgekoffert. Anschließend werde das lose Schüttgut aus dem Viadukt entfernt und durch Füllbeton ersetzt. Dieser könne nur in einzelnen Lagen eingebracht werden, da sonst der Druck zu groß wäre. Erst wenn die definierte Höhe erreicht sei, könne mit dem Auftragen der 66 Betonfertigteile des neuen Überbaus begonnen werden. Für die Sanierung des Lindenberger Viadukts waren Investitionen in Höhe von 1,6 Millionen Euro veranschlagt.
Zu den Maßnahmen gehörte zudem die Beseitigung der 700 Meter langen Langsamfahrstelle unmittelbar westlich des Viadukts (Streckenkilometer 21,7 bis 21,0) durch den Einbau einer Schutzschicht sowie durch Bodenverbesserung mit Bodenaustausch, sodass Strecke und Viadukt für eine Geschwindigkeit von 80 Kilometern pro Stunde ertüchtigt wurden.